# Abingdon Square Park

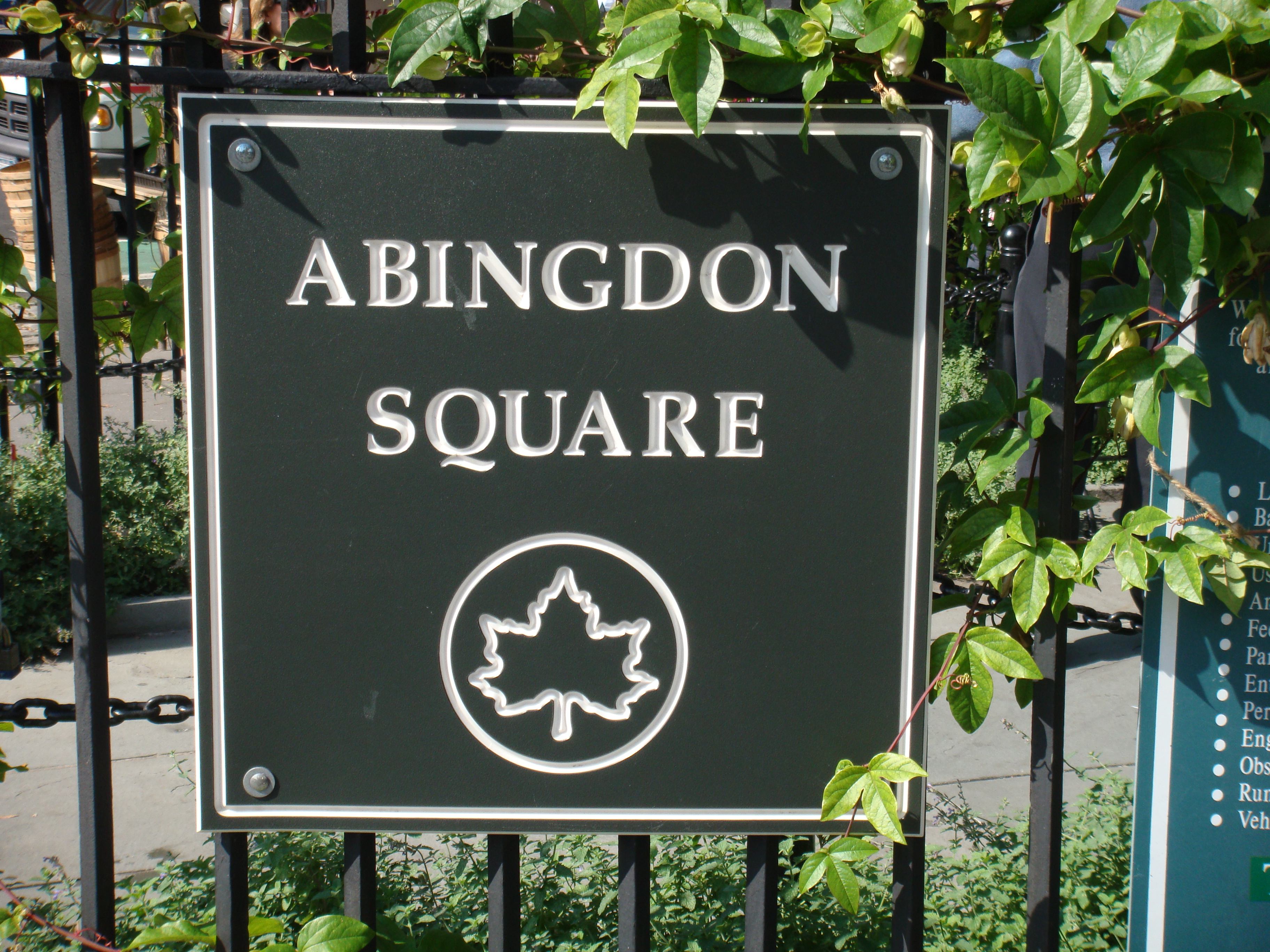
A placa de entrada do parque.

Abingdon Square Park é um parque que está localizado em Greenwich Village, bairro de Manhattan, em Nova Iorque. O parque tem formato de um triângulo.

## Localização
O parque está localizado em Greenwich Village, no bairro de Manhattan. O parque faz fronteira com a Oitava Avenida, Street Ban, Rua Hudson e Street West 12th.

## História

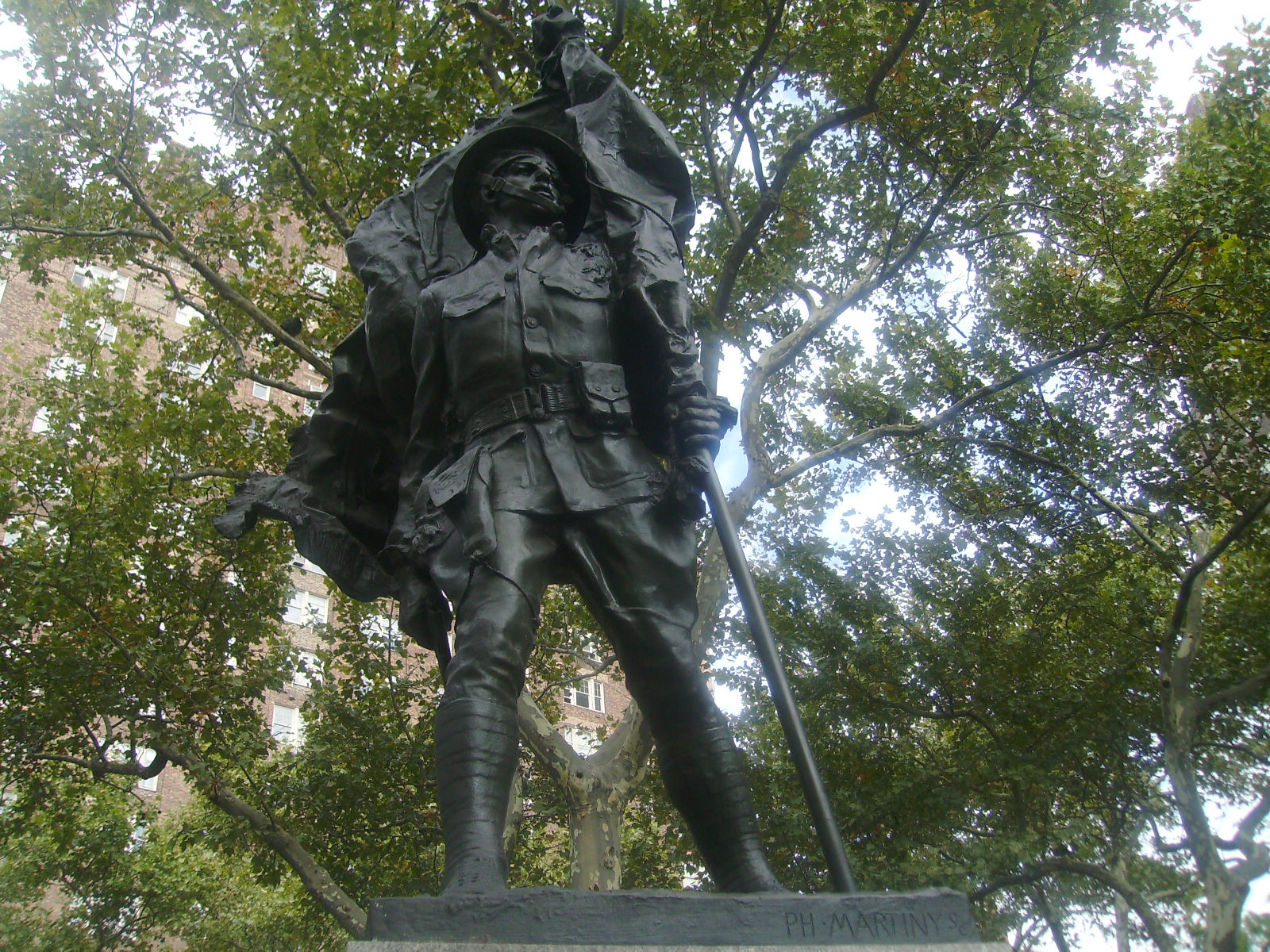
O Abingdon Square Memorial.

O parque é um dos mais antigos de Nova Iorque. A cidade de Nova Iorque, adquiriu o terreno do parque em 22 de abril de 1831, no qual em 1836 o terreno foi fechado com uma cerca. Na década de 1880, foi iniciado um esforço pelo prefeito Abram Stevens Hewitt para ampliar o acesso público aos parques. O arquiteto Calvert Vaux foi parte de um grupo que criou um novo design para o Abingdon Square.
A praça foi parte de uma propriedade de 1,2 km comprada por Peter Warren (oficial da Marinha Real) em 1740. Abingdon Square foi nomeado em homenagem a Charlotte Warren uma residente local do século XVIII, que se casou com o inglês Willoughby Bertie, o quarto conde de Abingdon e recebeu a terra como um presente de casamento de seu pai. Embora a maioria dos nomes do lugar são de origem britânica, em Manhattan foram alteradas após a Guerra Revolucionária. A Abingdon Square Park manteve o seu nome devido à simpatias por Charlotte e por Earl.
Em 1921, o escultor Philip Martiny, criou o Abingdon Square Memorial, que foi dedicado aos soldados de Greenwich Village que estiveram na Primeira Guerra Mundial, que foi inaugurado diante de uma multidão de 20 mil pessoas.

## Atualidade

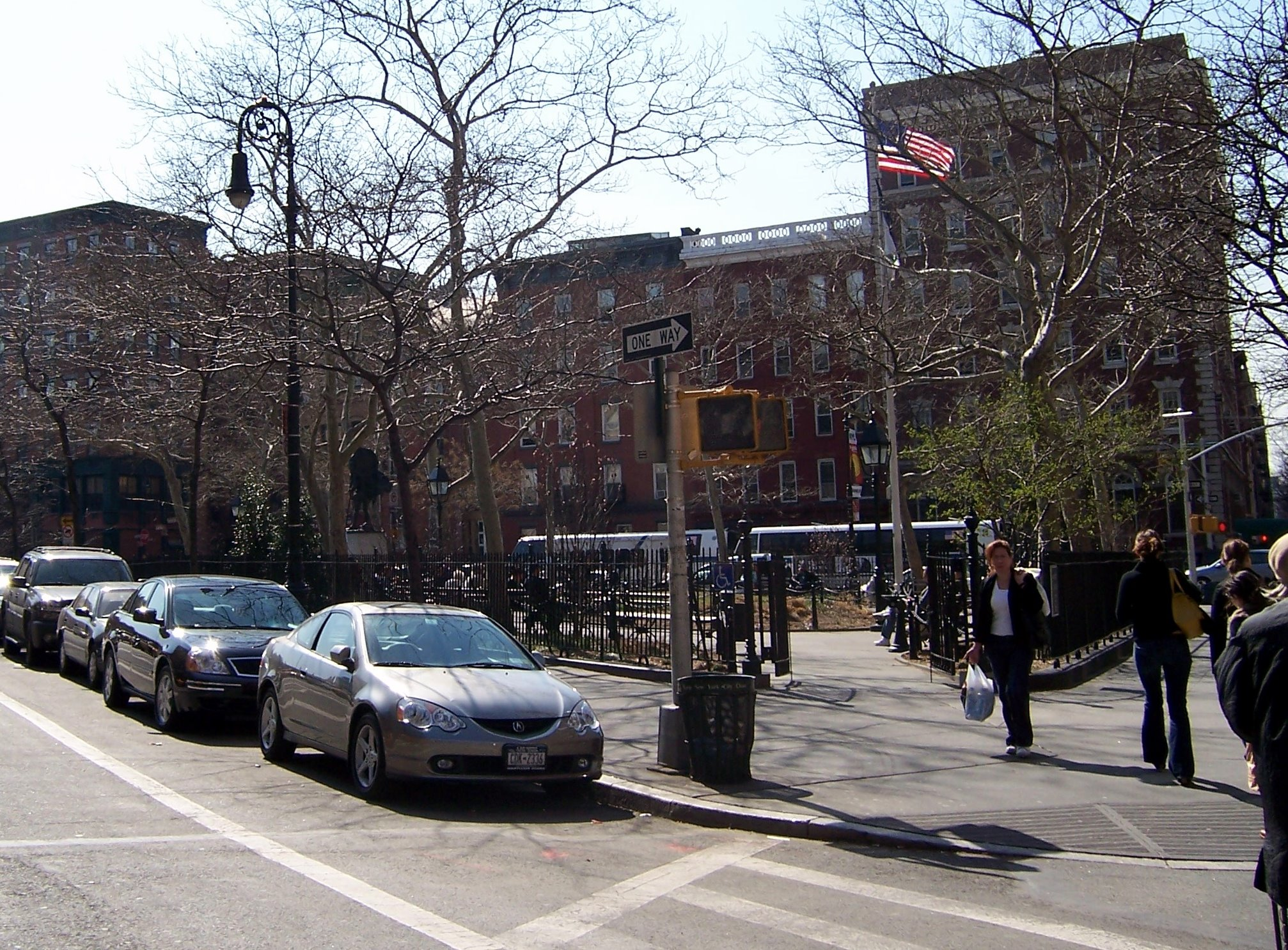
O parque em 29 de março de 2006. A frente, a rua One Way.

O parque é mantido pela Praça Abingdon Alliance, uma comunidade baseada em parques de associação, em cooperação com o New York City Department of Parks and Recreation e com a comunidade local.
Além de ser usado como um espaço de lazer, também são desenvolvidas atividades que visam a proteção do meio ambiente, como o plantio de árvores. Também são realizadas feiras de alimentos, nos finais de semana, organizada pelos comerciantes locais e pelo New York City Department of Parks and Recreation. Em 2002, a comunidade votou duas vezes a favor de um projeto que faria uma renovação no parque, no valor de 760 000 00 dólares. Em 3 de agosto de 2009, um pequeno jardim foi criado em homengem a Adrienne Shelly, uma atriz e produtora de cinema que foi morta em seu escritório, localizado na 15 Abingdon Square.
As linhas de ônibus M14A e M11 devem passar por Abingdon Square.